# Henri Decaisne

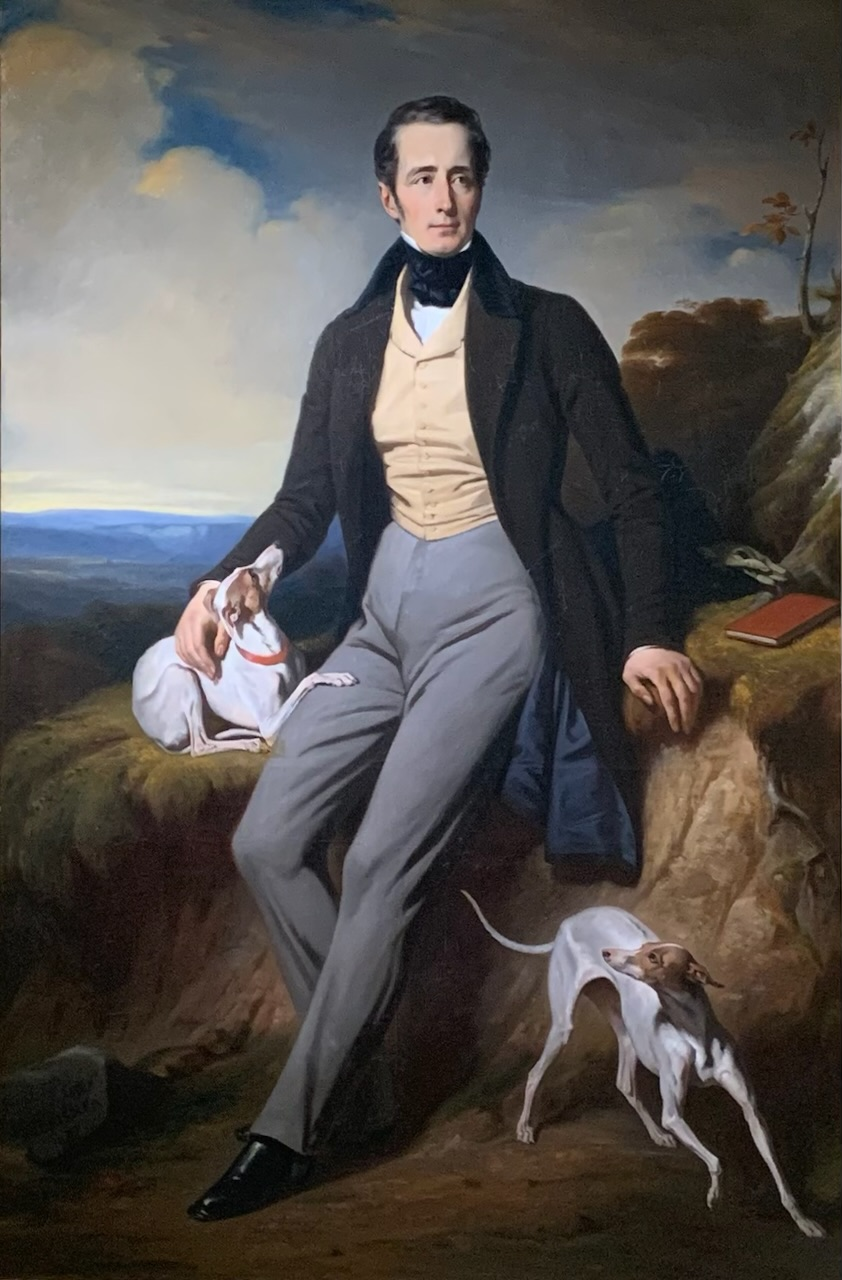
Alphonse de Lamartine (1839)

Henri Decaisne (auch De Caisne; * 27. Januar 1799 in Brüssel; † 27. Oktober 1852 in Paris) war ein belgischer Genre-, Porträt- und Historienmaler. 
Decaisne studierte ab 1814 an der Académie royale des Beaux-Arts de Bruxelles bei Pierre Joseph Célestin François sowie ab 1818 in Paris bei Anne-Louis Girodet-Trioson und Antoine-Jean Gros. 
Ab 1824 stellte er seine Werke im Salon de Paris aus. 1830 besuchte er Niederlande, um die Werke alter Meister zu studieren.
Sein riesiges Gemälde „La Belgique couronnant ses enfants illustres“ (Belgien krönt seine illustren Kinder) mit den Maßen von 6 × 5 Meter brachte ihm 1839 Erfolg im Brüsseler Salon und kam in die Sammlungen der Königlichen Museen der Schönen Künste in Brüssel. Erst 1840 konnte er eine Studienreise nach Italien unternehmen.
1842 wurde er zum Ritter der Ehrenlegion ernannt. Er erhielt auch den Leopoldsorden.
Er war mit den Schriftstellern Alfred de Musset und Alphonse de Lamartine befreundet, die ihn 1848 zum Inspektor der Nationalmuseen beförderten.